# Herb Tuchowa
Herb Tuchowa – jeden z symboli miasta Tuchów i gminy Tuchów w postaci herbu.

## Wygląd i symbolika
Herb przedstawia w błękitnej tarczy herbowej srebrny miecz skierowany ku dołowi i dwa złote, skrzyżowane klucze, umieszczone piórami do góry. Nad kluczami złote litery „C T”, w połowie wysokości tarczy między kluczami cyfry „1 3 4 0”.

## Historia
Tuchów swój rozwój w XIV wieku zawdzięczał odkryciu i eksploatacji soli, rozwój wsi skłonił jej właściciela, opata tynieckiego Bogusława do wystarania się u króla Kazimierza Wielkiego o prawa miejskie. Król prośbę spełnił 2 listopada 1340, wraz z prawami miejskimi nadając Tuchowowi także herb. Od obecnego różnił się on dodatkowymi elementami, niewystępującymi w następnych wersjach: mitrą i pastorałem umieszczonymi nad skrzyżowanymi kluczami, oraz dłuższym niż obecnie napisem: „C.T.O.S.B.” (łac.: Civitas Tuchoviensis Ordinis Sancti Benedicti, pol.: Miasto Tuchów Zakonu Świętego Benedykta), miejsce liter „O.S.B.” zajął w późniejszych wersjach herbu rok uzyskania praw miejskich.